# Strophurus jeanae
Strophurus jeanae — вид геконоподібних ящірок родини диплодактилідів (Diplodactylidae). Ендемік Австралії.

## Поширення і екологія
Strophurus jeanae поширені на півночі Австралії, на території Західної Австралії та Північної Території. Вони живуть на сухих спінніфексових луках і в чагарниках. Відкладають яйця.